# Onverzadigd vet
Onverzadigde vetten zijn vetten die een hoog gehalte aan onverzadigde vetzuren bevatten. Men maakt onderscheid in enkelvoudig onverzadigde vetten (met een dubbele binding) en meervoudig onverzadigde vetten (met meer dubbele bindingen). Er bestaan ook verzadigde vetten, deze bevatten een hoog gehalte aan verzadigde vetzuren.
In de praktijk is elk vet een mengsel van verzadigde en onverzadigde vetten, het ene vet bevat meer verzadigde vetten, het andere meer onverzadigde vetten. Om praktische redenen wordt bijna nooit naar de verzadiging van het vet gekeken, maar naar de verhouding tussen het voorkomen van de verschillende vetzuren.
In voeding is het soort vet belangrijk voor de gezondheid. Onverzadigde vetten zijn volgens het voedingscentrum beter dan verzadigde vetten. Enkel- en meervoudig onverzadigde vetten helpen volgens het voedingscentrum het cholesterolgehalte laag te houden. Onder de slogan verzadigd vet = verkeerd; onverzadigd vet = oke wordt op dit gezondheidseffect gewezen door het Nederlandse Voedingscentrum. De inzichten ten aanzien van de schadelijkheid van verzadigd vet zijn echter aan het verschuiven. Verzadigd vet zou, in tegenstelling tot wat eerder werd gedacht, niet bijdragen aan een verhoging van het risico op hart- en vaatziekten. Ook helpen verzadigde vetten bij het gezond houden van de longen en de nieren.
Onverzadigde vetten komen vooral voor in plantaardige olie en vis.